# Mantrap
Mantrap (bra: Provocação de Amor; prt: A Provocadora) é um filme mudo estadunidense, do género comédia, dirigido por Victor Fleming.

## Elenco
- Clara Bow como Alverna
- Ernest Torrence como Joe Easter
- Ford Sterling como Personagem
- Percy Marmont como Ralph Prescott
- Eguene Pallette como E. Wesson Woodbury
- Tom Kennedy como Curly Evans
- Josephine Crowell como Senhora McGavity
- William Orlamond como Senhor McGavity
- Charles Stevens como Lawrence Jackfish